# 李鳳鳴 (1930年)
李鳳鳴（1930年7月23日—），臺灣政治人物，中國國民黨籍。出身宜蘭縣宜蘭市。曾任宜蘭縣縣長、經濟部農業局副局長、台灣省政府糧食局長。

## 生平
李鳳鳴畢業於省立宜蘭農業學校（今國立宜蘭大學）農產製造科。高考及格後歷任建設局技士、技正，出任建設局長。:3251972年國代選舉時，時任建設局長的李鳳鳴原先有意參選國大代表，後受到有關單位勸導下，轉代表國民黨投入第七屆宜蘭縣長選舉，:325最終以同額競選當選。1977年第八屆宜蘭縣長選舉中，李鳳鳴再獲國民黨提名參選，以超過八成的得票率擊敗許仁修連任縣長。
李鳳鳴在兩任縣長任內風評不佳，賣官、回扣、貪汙傳言不斷。用公家的錢於人煙稀少之處設長七百二十公尺、寬七公尺的道路，與長十二公尺、寬四公尺的橋梁，遭縣議員游耀長譏為炒地皮的「鳳鳴路」、「鳳鳴橋」，李鳳鳴與附近私有土地間的官商關係也引發關注。:161-162雖然李鳳鳴本身曾召開記者會予以否認，然而游耀長描繪縣政腐化內幕的演說在基層群眾間造成重大迴響，造成第九屆宜蘭縣長選舉時黨外的勝利。日後陳定南在分析縣長選舉勝選原因即直指「國民黨如果沒有做得那麼爛，我們怎麼有可能贏，這是最基本的情勢」:204。

## 家族
- 李鳳鳴出身書香世家，其祖先李明順為渡臺第一代。李鳳鳴為李明順玄孫。李明順長子李春波（1833-1893）曾於咸豐九年（1859年）高中舉人，爾後出任仰山書院山長，李春波其弟李春瀾、李春潮亦先後考中舉人，被喻為「滿腹餘香」。[4]

## 相關書籍及傳記
- 〈李鳳鳴「風調雨順」競選連任〉，台灣時報社集體探訪，《政海浮沉錄》，鳳山市：《台灣時報》社，1977年9月。

## 外部連結
- 國立宜蘭大學校友服務中心97學年度有關李鳳鳴的介紹 （页面存档备份，存于）

| 中華民國政府職務 | 中華民國政府職務                                   | 中華民國政府職務 |
| ---------------- | -------------------------------------------------- | ---------------- |
| 宜蘭縣政府       |                                                    |                  |
| 前任： 陳進東    | 宜蘭縣縣長 第七、八屆 1973年2月1日－1981年12月20日 | 繼任： 陳定南    |